# Partit Socialista d'Euskadi - Euskadiko Ezkerra
El Partit Socialista d'Euskadi - Euskadiko Ezkerra (oficialment Partido Socialista de Euskadi - Euskadiko Ezkerra), sovint abreujat PSE-EE o simplement PSE, és la federació del Partit Socialista Obrer Espanyol (PSOE) a la Comunitat Autònoma Basca.

## Història

### Els inicis del partit
El Partit Socialista d'Euskadi durant aquesta primera etapa els socialistes bascos encara no feien servir la denominació de PSE. No va ser fins a la dècada dels 70 que aquesta denominació va substituir la de PSOE.
La primera agrupació socialista basca va ser creada l'11 de juliol de 1886 a Bilbao. Després vindrien altres agrupacions biscaïnes. El 1900, la Federació Socialista Biscaïna estava formada per deu agrupacions locals.
La implantació del PSOE a Guipúscoa va ser una mica més tardana. No va ser fins al 1897, que es creà la primera agrupació guipuscoana al municipi d'Eibar. Encara més tardana va ser la implantació del PSOE a Àlaba a causa de l'escassa industrialització i l'absència de tradicions obreres significatives.
El gener del 1937 Rufino Laiseca i Miguel Amilibia Matximbarrena establiren les bases del futur Partido Socialista de Euskadi (PSE), autònom del PSOE i partidari de l'autodeterminació del poble basc i d'unificar-se amb el PCE, amb el diari Euskadi Roja. La derrota a la guerra civil i la mort de Laiseca a l'exili, així com l'hostilitat de bona part de la direcció del partit, van impedir la formació d'un PSE autònom. Alhora, Amilibia trencà amb el partit i quan tornà el 1977 s'integrà a Herri Batasuna.

### Història recent
Fins al 1982, el PSE comprenia no només les Agrupacions Provincials de Biscaia, Guipúscoa i Àlaba, sinó també l'Agrupació Socialista de Navarra, que el juny de 1982 abandonà el PSE per a formar el Partit Socialista de Navarra (PSN-PSOE).
L'octubre de 1991, s'incorporà al PSE el Partit dels Treballadors d'Euskadi. Posteriorment, el març de 1993, el PSE es fusionà amb Euskadiko Ezkerra, creant-se un nou partit, l'actual PSE-EE.

### Lehendakaritza de Patxi Lopez
A les eleccions al Parlament Basc de 2009, malgrat que el Partit Nacionalista Basc va ser la candidatura amb major nombre de vots, no va poder revalidar la coalició de govern que anteriorment formava amb Eusko Alkartasuna i Ezker Batua-Berdeak. Aquesta conjuntura va permetre al front espanyolista format pel PSE-EE-PSOE, el Partit Popular i Unió, Progrés i Democràcia formar govern, amb el líder socialista Patxi López al capdavant com a nou lehendakari d'Euskadi. Alguns analistes apunten a la possibilitat que el canvi de govern ha estat únicament possible amb el nou repartiment d'escons fruit de la il·legalització de Democràcia Tres Milions. La seva lehendakaritza va coincidir amb una crisi econòmica aguda i amb l'anunci del cessament de la violència per part d'ETA en 2011. La legislatura va acabar precipitadament l'estiu de 2012 quan el Partit Popular havia recuperat la presidència del govern espanyol, ara en mans de Mariano Rajoy Brey, i va retirar-li el recolzament, convocant-se eleccions el 21 d'octubre.

### Després de la lehendakaritza
Amb els resultats de les eleccions al Parlament Basc de 2012, el PNB va recuperar el Govern Basc en solitari que encapçalaria Iñigo Urkullu, i el setembre del 2013 va signar un pacte d'estabilitat política i pressupostària amb el PSE-EE. El 16 de setembre de 2014 Idoia Mendia va ser triada secretària general del PSE-EE amb el vot directe del 60,53% dels militants del partit i el 20 de setembre va ser ratificada en un Congrés Extraordinari, substituint a Patxi López.
Després de les eleccions municipals i forals del juny del 2015, van signar un acord de coalició per governar en aquestes institucions, i després de les eleccions de 2016 els dos partits van formar un govern de coalició encapçalat per Iñigo Urkullu, que es reeditaria després de les eleccions de 2020. En setembre de 2021, abans de la celebració de l'IX Congrés del PSE-EE, Mendia va anunciar la seva decisió personal de no tornar a presentar-se a la Secretaria General, en considerar que havia complert els objectius que s'havia marcat per als seus mandats: tornar al PSE-EE a la governabilitat en totes les institucions i obrir el pas a una nova generació en el lideratge de la formació.

### Situació actual
Eneko Andueza es va convertir en Secretari General en vèncer Soraya Morla en las primàries del partit amb el 95,3% de los votos. A les eleccions al Parlament Basc de 2016 el partit va perdre la tercera posició en vots i escons, sent avançat per Unides Podem, però va acordar un govern de coalició amb el PNB. A les eleccions al Parlament Basc de 2020 va recuperar la tercera posició i va renovar el govern amb el PNB.
A les eleccions generals espanyoles, l'any 2023 el PSE va ser la primera formació més votada en el conjunt de les tres circumscripcions de la Comunitat Autònoma Basca, amb el 25,27% dels vots emesos i cinc diputats. El 20 d'octubre de 2023 Eneko Andueza fou proclamat candidat a la presidència pel PSE-EE-PSOE.

## Resultats electorals

### Parlament basc
| Parlament basc |         |        |    |         |     |                 |                                 |
| Any            | Vots    | %      | #  | Escons  | +/– | Líder           | Govern                          |
| 1980           | 130,221 | 14.16% | 3r | 9 / 60  | —   | Txiki Benegas   | Oposició                        |
| 1984           | 247,786 | 22.96% | 2n | 19 / 75 | 10  | Txiki Benegas   | Oposició (1984–85)              |
| 1984           | 247,786 | 22.96% | 2n | 19 / 75 | 10  | Txiki Benegas   | Suport extern al PNB (1985–86)  |
| 1986           | 252,233 | 21.95% | 2n | 19 / 75 | 0   | Txiki Benegas   | Coalició amb PNB                |
| 1990           | 202,736 | 19.79% | 2n | 16 / 75 | 3   | Ramón Jáuregui  | Oposició (1990–91)              |
| 1990           | 202,736 | 19.79% | 2n | 16 / 75 | 3   | Ramón Jáuregui  | Coalició amb PNB i EE (1991–94) |
| 1994           | 174,682 | 16.83% | 2n | 12 / 75 | 10  | Ramón Jáuregui  | Coalició amb PNB-EA (1994–98)   |
| 1994           | 174,682 | 16.83% | 2n | 12 / 75 | 10  | Ramón Jáuregui  | Oposició (1998)                 |
| 1998           | 220,052 | 17.35% | 4t | 14 / 75 | 2   | Nicolás Redondo | Oposició                        |
| 2001           | 253,195 | 17.76% | 3r | 13 / 75 | 1   | Nicolás Redondo | Oposició                        |
| 2005           | 274,546 | 22.51% | 2n | 18 / 75 | 5   | Patxi López     | Oposició                        |
| 2009           | 318,112 | 30.36% | 2n | 25 / 75 | 7   | Patxi López     | Govern                          |
| 2012           | 212,809 | 18.89% | 3r | 16 / 75 | 9   | Patxi López     | Oposició                        |
| 2016           | 126,420 | 11.86% | 4t | 9 / 75  | 7   | Idoia Mendia    | Coalició amb PNB                |
| 2020           | 122,248 | 13.52% | 3r | 10 / 75 | 1   | Idoia Mendia    | Coalició amb PNB                |
| 2024           | -       | -      | -  | -       | -   | Eneko Andueza   | -                               |

### Corts Generals
| Corts Generals |           |           |           |           |           |           |           |
| Any            | País Basc | País Basc | País Basc | País Basc | País Basc | País Basc | País Basc |
| Any            | Congrés   | Congrés   | Congrés   | Congrés   | Congrés   | Senat     | Senat     |
| Any            | Vots      | %         | #         | Escons    | +/–       | Escons    | +/–       |
| 1977           | 267,897   | 26.48%    | 2n        | 7 / 21    | —         | 1 / 12    | —         |
| 1979           | 190,235   | 19.05%    | 2n        | 5 / 21    | 2         | 1 / 12    |           |
| 1982           | 348,620   | 29.16%    | 2n        | 8 / 21    | 3         | 5 / 12    | 4         |
| 1986           | 287,918   | 26.29%    | 2n        | 7 / 21    | 1         | 4 / 12    | 1         |
| 1989           | 233,650   | 21.11%    | 2n        | 6 / 21    | 1         | 5 / 12    | 1         |
| 1993           | 293,442   | 24.52%    | 1r        | 7 / 19    | 1         | 7 / 12    | 2         |
| 1996           | 298,499   | 23.67%    | 2n        | 5 / 19    | 2         | 5 / 12    | 2         |
| 2000           | 266,583   | 23.31%    | 3r        | 4 / 19    | 1         | 1 / 12    | 4         |
| 2004           | 339,751   | 27.22%    | 2n        | 7 / 19    | 3         | 5 / 12    | 4         |
| 2008           | 430,690   | 38.14%    | 1r        | 9 / 18    | 2         | 9 / 12    | 4         |
| 2011           | 255,013   | 21.55%    | 3r        | 4 / 18    | 5         | 2 / 12    | 7         |
| 2015           | 161,988   | 13.25%    | 4t        | 3 / 18    | 1         | 0 / 12    | 2         |
| 2016           | 164,255   | 14.23%    | 3r        | 3 / 18    |           | 0 / 12    |           |
| 2019 (Abr)     | 253,989   | 19.90%    | 2n        | 4 / 18    | 1         | 2 / 12    | 2         |
| 2019 (Nov)     | 227,396   | 19.21%    | 2n        | 4 / 18    |           | 2 / 12    |           |
| 2023           | 289,826   | 25.27%    | 1r        | 5 / 18    | 1         | 4 / 12    | 2         |

### Parlament Europeu
| Parlament Europeu |           |           |           |
| Any               | País Basc | País Basc | País Basc |
| Any               | Vots      | %         | #         |
| 1987              | 204,522   | 19.05%    | 3r        |
| 1989              | 175,776   | 18.25%    | 3r        |
| 1994              | 165,063   | 18.26%    | 2n        |
| 1999              | 226,187   | 19.54%    | 3r        |
| 2004              | 199,341   | 28.23%    | 2n        |
| 2009              | 202,885   | 27.78%    | 2n        |
| 2014              | 105,043   | 13.81%    | 3r        |
| 2019              | 212,881   | 18.98%    | 3r        |